# Sitona intermedius
Sitona intermedius — вид клубеньковых долгоносиков из подсемейства Entiminae.

## Описание
Жук длиной от 6 до 8 мм. Волосовидные чешуйки на переднегруди не образуют перед тазиками звездообразных фигур. Головотрубка довольно короткая, снизу на основании угловидно изогнута. Переднеспинка на основании и на вершине более или менее одинаковой ширины. Голова с глазами почти равна ширине переднеспинки.

## Экология
Жук встречается на бобовых (Fabaceae), чаще всего на представителях рода вязель (Coronilla).